# Аргунский хребет
Аргу́нский хребе́т — горный хребет в Забайкальском крае России, в левобережье среднего течения реки Аргунь.
Хребет начинается вблизи Забайкальска и тянется на северо-восток до правобережья низовий реки Урулюнгуй, левого притока Аргуни. Общая протяжённость хребта составляет около 130 км при средней ширине 35—40 км. Преобладающие высоты достигают 1000 м, высшая точка — гора Берёзовая (1139 м).
Хребет сложен породами преимущественно палеозойского возраста: гранитами, песчаниками, конгломератами и туфами. В рельефе преобладают низкогорья со сравнительно плавными очертаниями; на склонах имеются овраги и балки, местами — скальные выступы. Преобладающий тип ландшафта — горные степи, реже — горные лесостепи.

## Топографические карты
- Лист карты M-50-XVII Краснокаменск. Масштаб: 1 : 200 000. Состояние местности на 1982 год. Издание 1985 г.
- Лист карты M-50-XXIII Кайластуй. Масштаб: 1 : 200 000. Издание 1980 г.
- Лист карты M-50-XXII Маньчжурия. Масштаб: 1 : 200 000. Указать дату выпуска/состояния местности.